# Eje transversal PE-16 (Perú)
El Eje transversal PE-16 es uno de los veinte eje que forma parte de la red transversal de Red Vial Nacional del Perú. Está conformado por las rutas nacionales PE-16 y PE-16 A. Recorre los departamentos de Lima y Áncash.

## Rutas
- PE-16: Desvío Conococha-Conococha
- PE-16 A: Empalme PE-1N-La Curva